# Svinøy fyr
Das Svinøy fyr ist ein Leuchtfeuer auf der Insel Svinøya an der westnorwegischen Küste, nördlich der Halbinsel Stadlandet mit dem Westkap.
Svinøya gehört zur Gemeinde Herøy im Fylke Møre og Romsdal.

Die Insel Svinøya besteht aus einem 35 m hohen Felsen mit einer Breite von 300 m und einer Länge von 900 m. Svinøya liegt 6,4 km westlich der Insel Skorpa, und 16 km nördlich von Stad.
Die Insel hat keinen Hafen, sondern eine Krananlage, über die Menschen, Tiere und Material auf den Felsen gehoben werden mussten. Wetterbedingt war die Insel oft längere Zeit unzugänglich und die Bewohner von der Außenwelt abgeschnitten. Erst ab den 1970er Jahren wurden die Bewohner regelmäßig mit einem in Fosnavåg stationierten Helikopter versorgt.
Das während des Zweiten Weltkrieges von deutschen Soldaten besetzte Leuchtfeuer wurde am 18. Oktober 1940 von den Alliierten bombardiert und zerstört. Nach dem Krieg wurde die Anlage wieder aufgebaut und am 1. Februar 1946 in Betrieb genommen.
Im Jahr 2005 wurde das Leuchtfeuer automatisiert. Die Wohngebäude wurden renoviert und werden bis heute als Unterkunft für Touristen genutzt.
Die Versorgung erfolgt meist mit dem Helikopter.
Auf der Insel befindet sich neben dem automatisierten Leuchtfeuer auch noch eine Wetterstation des Norske Meteorologisk Institutt (Norwegisches Meteorologisches Institut).